# Parc d'État de Medoc Mountain
Le parc d'État de Medoc Mountain (anglais : Medoc Mountain State Park) est un parc d'État de la Caroline du Nord dans le comté de Halifax de 9,31 km2.